# Siegel-Nullstelle
Die Siegel-Nullstelle (auch Landau-Siegel-Nullstelle) bezeichnet in der analytischen Zahlentheorie ein potentielles Gegenbeispiel, um die verallgemeinerte Riemannsche Vermutung zu widerlegen. Diese Vermutung weitet die klassische Riemannsche Vermutung auf Dirichletsche L-Funktionen aus. Es handelt sich um eine hypothetische Nullstelle einer L-Funktion {\displaystyle L(s,\chi _{q})} in der Nähe des Wertes {\displaystyle s=1}. Für eine L-Funktion kann es höchstens eine Siegel-Nullstelle geben.
Die Existenz von Siegel-Nullstellen hat einige Konsequenzen. So gilt nach einem Satz von Roger Heath-Brown, dass die Existenz von unendlich vielen Siegel-Nullstellen (für verschiedene L-Funktionen) die Primzahlzwillingsvermutung impliziert. Die Primzahlzwillings-Vermutung geht dahin, dass unendlich viele Zahlenpaare {\displaystyle (p,p+2)} existieren, deren beide Komponenten prim sind.
Die Landau-Siegel-Nullstelle ist nach den deutschen Mathematikern Carl Ludwig Siegel und Edmund Landau benannt.

## Grundbegriffe

### Dirichlet-Charakter
Als Dirichlet-Charakter (mod {\displaystyle q}) für ein {\displaystyle q\in \mathbb {N} } bezeichnet man eine komplexe Funktion {\displaystyle \chi _{q}:\mathbb {Z} \rightarrow \mathbb {C} }, wenn sie für alle {\displaystyle a,b\in \mathbb {Z} } folgende Eigenschaften erfüllt
1) {\displaystyle \chi _{q}(ab)=\chi _{q}(a)\chi _{q}(b)}.
2) {\displaystyle \chi _{q}(a)=0} falls {\displaystyle \operatorname {ggt} (a,q)>1}.
3) {\displaystyle \chi _{q}(a)\neq 0} falls {\displaystyle \operatorname {ggt} (a,q)=1}.
4) {\displaystyle \chi _{q}(a+q)=\chi _{q}(a)}.

#### Reeller und komplexer Dirichlet-Charakter
Ein Dirichlet-Charakter {\displaystyle \chi _{q}} heißt reell (oder quadratisch) falls alle seine Werte {\displaystyle \chi _{q}(a)} reell sind oder äquivalent falls er gleich seiner komplex Konjugierten ist
{\displaystyle \chi _{q}(a)={\overline {\chi _{q}(a)}}.}
Ansonsten ist er komplex oder nicht-reell.

### Dirichletsche L-Funktion
Eine Dirichletsche L-Funktion ist für ein {\displaystyle s\in \mathbb {C} } und einen Dirichlet-Charakter  {\displaystyle \chi _{q}} die Funktion
{\displaystyle L(s,\chi _{q})=\sum _{n=1}^{\infty }{\frac {\chi _{q}(n)}{n^{s}}}.}

#### Nullstellen
Die Nullstellen {\displaystyle s_{\chi _{q}}=\sigma _{\chi _{q}}+it_{\chi _{q}}} der Dirichletschen L-Funktion {\displaystyle L(s,\chi _{q})} werden in triviale und nicht-triviale Nullstellen aufgeteilt. Die trivialen Nullstellen sind alle negativ und die nicht-trivialen befinden sich im kritischen Streifen
{\displaystyle \{s_{\chi }\in \mathbb {C} \colon 0<\sigma _{\chi _{q}}<1\}.}
Die verallgemeinerte Riemannsche Vermutung nimmt an, dass für alle nicht-trivialen Nullstellen {\displaystyle \sigma _{\chi _{q}}={\tfrac {1}{2}}} gilt.

## Definition
Notation:
- {\displaystyle s=\sigma +it} bezeichnet eine komplexe Zahl.
- {\displaystyle \chi _{q}} ist ein Dirichlet-Charakter.
- {\displaystyle L(s,\chi _{q})} ist eine zu {\displaystyle \chi _{q}} gehörende L-Funktion.

Definition:
Zentral für die Definition ist folgendes Theorem (welches in unterschiedlichen Varianten von Landau, Grönwall und Titchmarsh stammt, siehe )
I) Falls {\displaystyle \chi _{q}} komplex ist, dann existiert eine  (effektiv-berechenbare) reelle Konstante {\displaystyle c_{0}>0}, so dass
{\displaystyle L(s,\chi _{q})\neq 0}
in der Region
{\displaystyle R={\bigg \{}\sigma \;{\bigg |}\;1-{\frac {c_{0}}{\log(q(|t|+2))}}\leq \sigma <1{\bigg \}}}
ist.
II) Falls {\displaystyle \chi _{q}} reell ist, so kann es höchstens ein {\displaystyle s} mit
{\displaystyle L(s,\chi _{q})=0}
in der Region {\displaystyle R} geben. Weiter muss diese Nullstelle {\displaystyle s} reell sein, d. h. {\displaystyle t=0}.
Ein solches {\displaystyle s} für den Dirichlet-Charakter {\displaystyle \chi _{q}} nennt man Siegel-Nullstelle oder außergewöhnliche Nullstelle.

## Eigenschaften
Die Siegel-Nullstelle {\displaystyle \beta } hängt vom gewählten Dirichlet-Charakter {\displaystyle \chi _{q}} ab.

### Satz von Siegel
Sei {\displaystyle \beta } eine Siegel-Nullstelle für einen primitiven Dirichlet-Charakter {\displaystyle \chi _{q}} mit Leiter (englisch conductor) {\displaystyle k} (d. h. {\displaystyle k>0}). Für {\displaystyle \varepsilon >0} existiert eine Konstante {\displaystyle c(\varepsilon )>0}, so dass
{\displaystyle 1-\beta \geq {\frac {c(\varepsilon )}{k^{\varepsilon }}}.}

### Sätze von Heath-Brown
Von Heath-Brown stammen folgende Aussagen über die Siegel-Nullstellen und die Primzahlzwillingsvermutung.

#### Satz 1
Sei {\displaystyle \chi _{q}} ein reeller, primitiver Dirichlet-Charakter und {\displaystyle \beta } eine Siegel-Nullstelle und
{\displaystyle \beta >1-{\frac {1}{3\log q}}.}
Falls unendlich viele solche {\displaystyle \{(\chi _{q_{i}}^{(i)},\beta _{i})\}} existieren, dann existieren unendlich viele Primzahlzwillinge.

#### Satz 2
Mindestens eine der beiden Aussagen ist wahr:
1. Es existieren keine Siegel-Nullstellen, d. h. es existiert eine gemeinsame Schranke {\displaystyle c_{0}>0}, so dass für alle {\displaystyle q\geq 2} und alle {\displaystyle \chi _{q}} gilt {\displaystyle L(\sigma +it,\chi _{q})\neq 0} für

{\displaystyle \sigma \geq 1-{\frac {c_{0}}{\log(q|t|+2))}}.}
1. Die Primzahlzwillingsvermutung ist wahr.

### Deuring-Heilbronns Repulsions-Phänomen
Sei {\displaystyle \mathrm {X} (q):=\{\chi _{q}^{(i)}\}} die Familie aller Dirichlet-Charaktere zum Modulus {\displaystyle q}. Die Existenz einer Siegel-Nullstelle zu einem Dirichlet-Charakter {\displaystyle \chi _{q}} hat Auswirkungen auf die anderen Nullstellen innerhalb der gleichen Familie {\displaystyle \mathrm {X} (q)}. Dieses Phänomen ist nach Max Deuring und Hans Arnold Heilbronn benannt. Es wurde quantifiziert von Juri Wladimirowitsch Linnik durch nachfolgendes Theorem.

#### Linniks Repulsions-Theorem
Falls eine Siegel-Nullstelle {\displaystyle \beta } zu einem Dirichlet-Charakter {\displaystyle \chi _{q}} existiert, so dass
{\displaystyle 1-\beta ={\frac {\varepsilon }{\log(q)}}}
für ein hinreichend kleines {\displaystyle \varepsilon } gilt, dann sind alle anderen Nullstellen {\displaystyle s=\sigma +it} der Familie {\displaystyle \mathrm {X} (q)} in der Region
{\displaystyle 1-\sigma \geq c{\frac {\log({\tfrac {1}{\varepsilon }})}{\log(q(|t|+2))}}}
für eine (effektiv-berechenbare) positive Konstante {\displaystyle c}.